# كابيلا
كابيلا  (بالإنجليزية: Kapila) ((بالهندية: /لغة نيبالية कपिल ऋषि)‏) كان حكيمًا فيديًا ريشي وكان يجسد اللاهوت العليا فيشنو، وقد نُسب إلى أحد مؤسسي مدرسة سامخيا الفلسفية. اشتهر في كتاب بهاغفاتا بورانا (Bhagavata Purana) الذي يُبرز صور الألوهية لفلسفته السمكهيا. وتصفه المصادر التقليدية الهندوسية كسليل مانو (Manu)، وهو حفيد البراهما. وصور البهاغافاد غيتا (Bhagavad Gita) كابيلا كـ زاهد يوغي رغم تقدمه الكبير على سيدهيس (siddhis)، أو القوى الروحية.
وقد وُصفت العديد من التفاصيل عن حياة الحكيم كابيلا في الكتاب الثالث لـ بهاغفاتا بورانا، إذ ذكر أن والديه كارداما موني (Kardama Muni) وديفاهيتي (Devahuti). يُعتقد أن كابيلا جسد الكائن الأعلى (نارايانا) والمدرج على هذا النحو في قائمة المجسدين في كتاب بهاغفاتا بورانا. وبعد أن غادر أباه المنزل، علّم أمه ديفاهيتي، فلسفة اليوغا والمقام التعبدي للرب فيشنو، الذي يمكِّنها من تحقيق حريتها (موكشا (moksha)). وعينت كابيلا سانكهيا من قبل كريشنا لـ أدهافا (Uddhava) في الكتاب الحادي عشر لـ بهاغفاتا بورانا، وعُرف هذا الجزء أيضًا بـ «أدهافا غيتا».
وذُكر كابيلا من قبل كريشنا في بهاغافاد غيتا:
فمن بين الأشجار أنا شجرة الأثأب، ومن بين حكماء أنصاف الآلهة أنا نارادا. ومن بين الغاندهرفا أنا سيتراراثا (Citraratha)، ومن بين الكائنات الكاملة أنا كابيلا الحكيم.(10.26)

## ميلاد نهر الغانغا

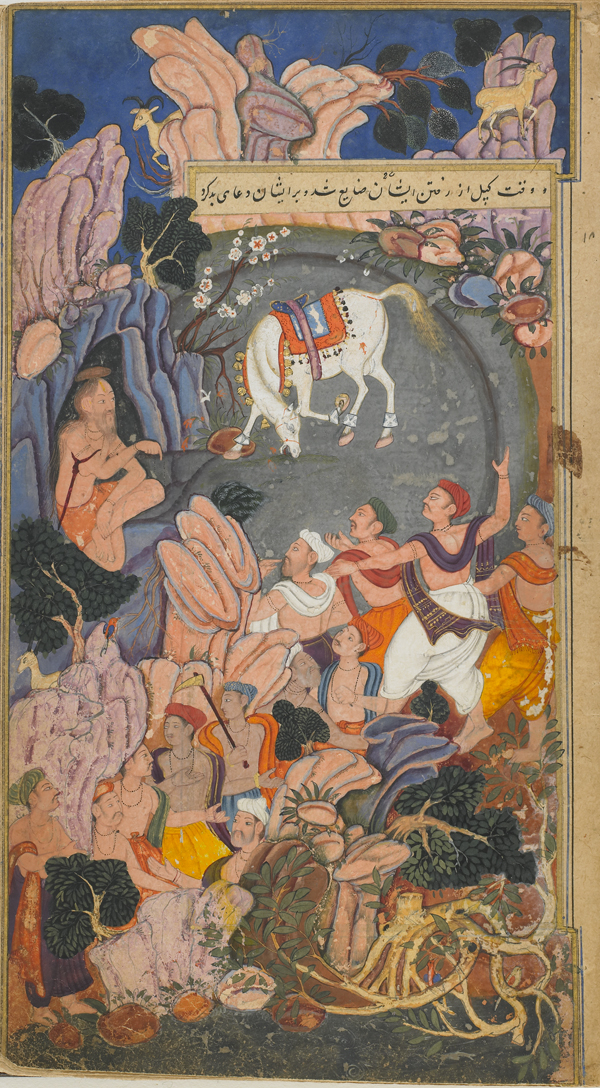
اكتشف أبناء ساجارا حصانًا قربانيًا مفقودًا يرعى بالقرب من فاسيديفا (Vasudeva)، الذي تشكل على شكل كابيلا

وكابيلا هو شخصية رئيسية في القصة ويرتبط بنزول نهر الغانغا (إلهة الغانغا) من السماء. وقد طاف الملك ساجار، الجد الأعلى لـ راما (Rama)، حول أسوميدها (Aswamedha) ياغانا (yagna) تسع وتسعين مرة. وفي المرة المائة طاف الحصان حول الأرض إندرا، ملك سوارجا (الجنة)، التي نما وخُطف فيها الحصان، واختفى في صومعة كابيلا.
عثر أبناء ساجارا البالغ عددهم ستين ألفًا على الحصان، واعتقدوا أن كابيلا هو الذي خطفه لذا هاجموه. لكن كابيلا هزمهم شر هزيمة. وأتى أنشومان (Anshuman)، حفيد الملك ساجارا، إلى كابيلا يتوسل إليه ليفتدي أرواح أبناء ساجارا الستين ألفًا. وكان جواب كابيلا أنه إذا نزل الغانغا من السماء ولمس الأرض التي يقف عليها أبناء ساجارا الستين ألفًا يمكن فديتهم. وفي النهاية نزل الغانغا إلى الأرض، وفُدي أبناء ساجارا، بواسطة تاباسيا (tapasya) الملك بهاغيراثا (Bhagiratha).

## التعاليم
تُدرس مدرسة السامكهيا التي أسسها كابيلا في مختلف النصوص الهندوسية:

### المهابهاراتا (Mahabharata)
- "قال كابيلا، "الأعمال فقط هي التي تطهر الجسم. ومع ذلك، فالمعرفة، هي الغاية العليا (التي يسعى إليها كل منا). وعندما تعالج العيوب الخمسة للقلوب (عن طريق الأفعال)، وتؤسس سعادة براهما في المعرفة وأعمال الخير والعفو والهدوء والشفقة والصدق والإخلاص والإمساك عن ظلم الغير والامتناع عن الكِبرياء والتواضع والتنازل والامتناع عن الأعمال التي حققت. فهذه كلها تشكل المسار الذي يؤدي إلى براهما. وبتحقيق واحدة من هذا يمكن تحقيق ما هو أسمى." (الكتاب الثاني عشر: سانتي بارفا (Santi Parva): موكسهادهارما بارفا (Mokshadharma Parva): القسم CCLXX، صفحة 270-271).
- "وقال بهيشما (Bhishma) (إلى يوهيسثيرا (Yudhisthira))، 'اسمع يا هازم الأعداء! وقال سانكياس أو أتباع كابيلا، المطلعين على كل الممرات والموهبة مع الحكمة، إن هناك خمسة عيوب، أو قوة واحدة في جسم الإنسان. وهي الرغبة والغضب والخوف والنوم والتنفس. وترى هذه العيوب في أجسام جميع المخلوقات المجسدة. وتقطع تلك التي تحتوي على الحكمة الغضب بمساعدة التسامح. وتنعزل الرغبة من خلال التخلص من كل الأغراض. من خلال التهذب في حضرة الرب (ساتوا)، يُهزم النوم، ويُقهر الخوف من خلال الوعي. ويُهزم التنفس من خلال الزهد في الطعام. (الكتاب الثاني عشر: سانتي بارفا: الجزء III، القسم CCCII.) [5]

### بهاغفاتا بورانا
- «كان وجودي في هذا العالم خاصة لتوضيح فلسلفة سانكهيا، التي تحترم بقدر كبير الإدراك الشخصي لمن يريدون الحرية من الانخراط في الرغبات المادية غير الضرورية. وبمرور الزمان، فُقد هذا الإدراك الشخصي، الذي يصعب فهمه. من فضلك اعلم أنني أفترض أن هذا الجسم لكابيلا لكي أقدم هذه الفلسفة للمجتمع البشري وأعرضها مرة أخرى.» (3.24.36-37)
- "وعندما يتم تطهير شخص ما تمامًا من غرائز الشهوة والجشع الناتجة عن الحقيقة الزائفة للجسم مثل "أنا" والاقتناء الجسدي مثل "لي"، يصبح ذهن الشخص صافيًا تمامًا. وفي هذه الحالة النقية، يمكن تجاوز مرحلة السعادة والعسرة المزعومة. (3.25.16)